# Дятел-смугань
Дятел-смуга́нь (Piculus) — рід дятлоподібних птахів родини дятлових (Picidae). Представники цього роду мешкають в Центральній і Південній Америці.

## Види
Виділяють сім видів:
- Дятел-смугань коста-риканський (Piculus simplex)
- Дятел-смугань панамський (Piculus callopterus)
- Дятел-смугань білогорлий (Piculus leucolaemus)
- Дятел-смугань колумбійський (Piculus litae)
- Дятел-смугань жовтогорлий (Piculus flavigula)
- Дятел-смугань жовтовусий (Piculus chrysochloros)
- Дятел-смугань жовтобровий (Piculus aurulentus)

Три види, яких раніше відносили до роду Дятел-смугань (Piculus), були переведені до роду Декол (Colaptes)

## Етимологія
Наукова назва роду Piculus походить від слова лат. piculus — малий дятел.